# 叶荫庭
叶荫庭（1915年—2006年），中国人民解放军将领、中国人民解放军开国少将。
曾任中国人民解放军40军军副参谋长，后任中国人民解放军沈阳军区后勤部副部长。1955年，授予中国人民解放军少将。